# Jordan Missig
Jordan Missig (Joliet, Illinois, 22 maart 1998) is een Amerikaans autocoureur.

## Carrière
Missig begon zijn autosportcarrière in het karting in de Briggs & Stratton LO206 powered Margay Ignite Series. Hij behaalde vier titels in de Senior-klasse van dit kampioenschap. In 2018 behaalde hij tevens een regionale Ignite Challenge Series-titel.
In 2017 begon Missig zijn carrière in de sportwagens bij de lokale Autobahn Country Club, waarin hij in de Spec Miata- en Radical Sports Car-klasses reed. Hij won een aantal kampioenschappen voordat hij in 2018 overstapte naar de Noord-Amerikaanse Radical Cup. In 2019 werd hij met zeven overwinningen tweede in dit kampioenschap.
In 2020 stapte Missig over naar het formuleracing en nam hij deel aan het Formula Regional Americas Championship, waarin hij uitkwam voor Newman Wachs Racing. Hij behaalde een podiumfinish op de Virginia International Raceway en werd met 54 punten tiende in de eindstand.
In 2021 bleef Missig actief in de klasse en stond hij zes keer op het podium, waaronder bij zijn eerste zege op Virginia. Met 142 punten werd hij vijfde in het klassement. Dat jaar nam hij tevens deel aan de Lamborghini Super Trofeo North America met Wayne Taylor Racing, waarin hij met twee zeges vierde werd. Aan het eind van het jaar maakte hij zijn debuut in het Indy Pro 2000 Championship op de Mid-Ohio Sports Car Course voor Pabst Racing. Hij eindigde in de eerste race als tiende, maar haalde in de tweede race de finish niet.
In 2022 reed Missig een volledig seizoen in de Indy Pro 2000 bij Pabst. Een zesde plaats op de Portland International Raceway was zijn beste resultaat. Met 199 punten werd hij elfde in het kampioenschap. In 2023 bleef Missig actief in de klasse, die inmiddels hernoemd was naar het USF Pro 2000 Championship, bij Pabst. Hij behaalde twee podiumplaatsen op Road America en het Stratencircuit Toronto en werd met 179 punten wederom elfde in de klasse.
In 2024 had Missig oorspronkelijk geen racezitje, maar vanaf het raceweekend op de Indianapolis Motor Speedway maakte hij de overstap naar de Indy NXT als vervanger van de met geldproblemen kampende Josh Mason bij Abel Motorsports.